# تاکاهیتو چیبا
تاکاهیتو چیبا (انگلیسی: Takahito Chiba؛ زادهٔ ۷ نوامبر ۱۹۸۴) بازیکن فوتبال اهل ژاپن است.
از باشگاه‌هایی که در آن بازی کرده‌است می‌توان به باشگاه فوتبال سرزو اوساکا و باشگاه فوتبال کونسادول ساپورو اشاره کرد.